# إم في إم دوم
إم في إم دوم هي أكبر صالة كرة يد في أوروبا تقع في بودابست عاصمة المجر.
أفتتح في ديسمير 2021 وسيقام عليها مباريات بطولة أوروبا لكرة اليد للرجال 2022.